# 日本建築構造技術者協会
一般社団法人日本建築構造技術者協会（にほんけんちくこうぞうぎじゅつしゃきょうかい）は、建築構造設計者、構造エンジニアで構成される職能組織。1981年（昭和56年）に任意団体の構造家懇談会として設立。1989年（平成元年）に社団法人化、2012年（平成24年）に一般社団法人化。建築構造に関する賞としてJSCA賞、資格としてJSCA建築構造士を主催している。略称はJSCA。

## 概要[1]
- 所在：東京都千代田区三番町24番地 林三番町ビル
- 会長：小林秀雄